# 蝴蝶夫人的現代家庭
蝴蝶夫人的現代家庭（法語：Le ménage moderne du Madame Butterfly），是一部無聲色情電影(有英文及法文字幕)，於1920年代在法國製作。這部電影全長六分半鐘，是世界第一個已知的以同性戀行為為特色的色情電影的例子（有男男性行為和自瀆的影像），也是最早的雙性戀電影的例子。
這部電影改編自賈科莫·普契尼的歌劇《蝴蝶夫人》。
演員明顯是西方人但身份不詳（有五人），據稱伯納德·納坦本人出演苦力Pink-hop一角（但另一說否認因看起來不像他。他比納坦年輕得多）。
這部電影被收錄在2002年戛納導演雙周上放映的合輯《波利松與加利佩特》中。